# Emma (tidskrift)
Emma är en tyskspråkig feministisk tidskrift som grundades av Alice Schwarzer 1977
Den första utgåvan kom ut 26 januari 1977 med en upplagga på omkring 200 000 exemplar. Tidningens namn anspelar på emancipation. Emma tar upp utbildning, familjeliv, politik och arbetsliv men även kultur, media, religion och pornografi. Vidare diskuteras den moderna kvinnorörelsen. Tidskriften har också genomfört en rad kampanjer, bland annat mot könsstympning och pornografi. Emma har genom kampanjer bland annat gett sitt stöd till Girls’ Day och damfotboll. 